# Proposition républicaine
Proposition républicaine (en espagnol : Propuesta Republicana, PRO) est une coalition de partis argentins de centre droit et de droite, fondée le 25 mai 2005, et transformée en parti en 2010, qui rassemble, dans la ville autonome de Buenos Aires, Compromiso para el Cambio, dirigé par Mauricio Macri, Recrear para el Crecimiento, mené par Ricardo López Murphy, et le Parti fédéral de Francisco Manrique.

## Ville de Buenos Aires

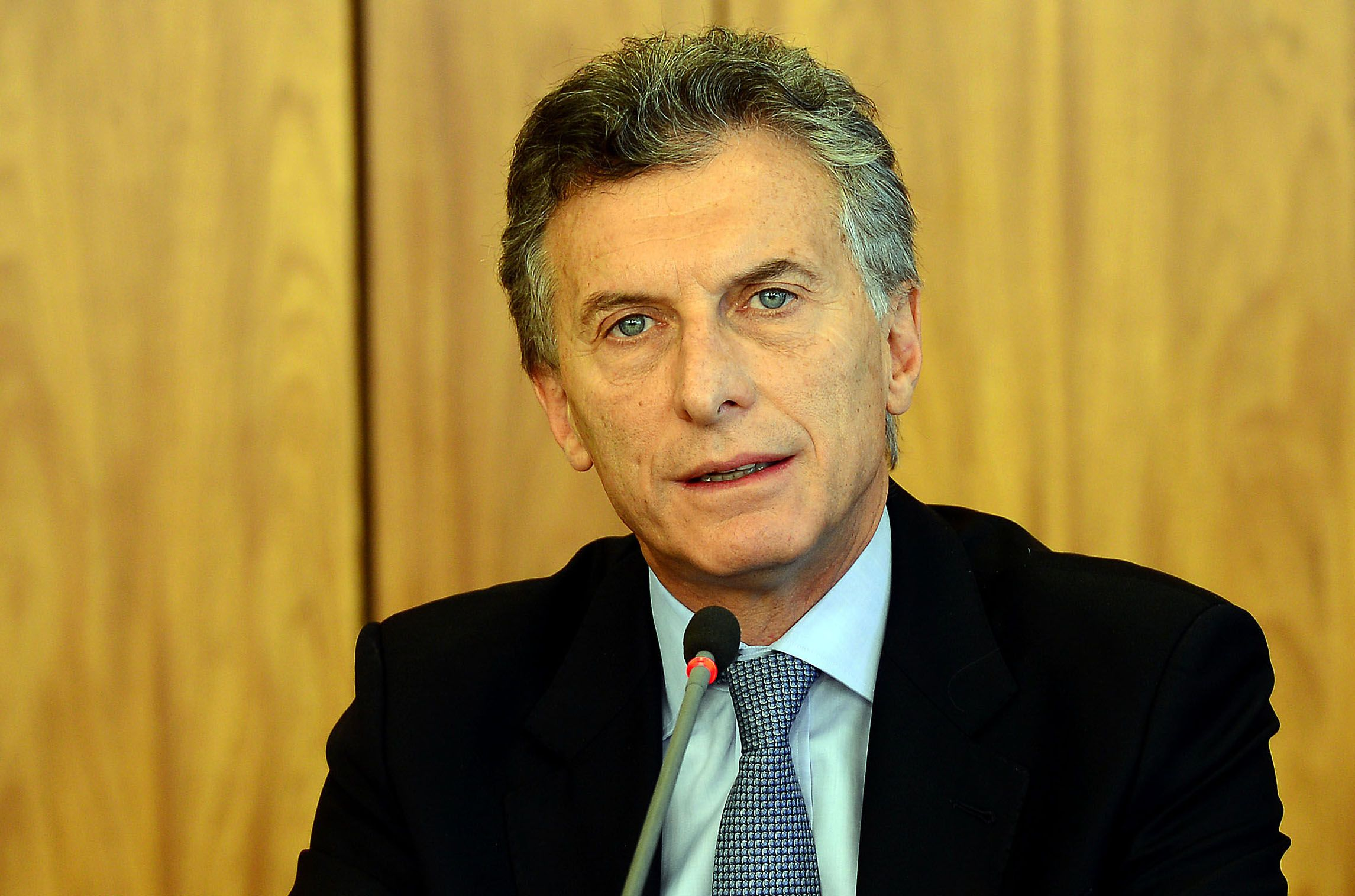
L'ancien président de la nation argentine Mauricio Macri (2015-2019).

Aux élections générales de 2009, PRO présenta une liste autonome dans la capitale, menée par Gabriela Michetti. Y ayant fait élire deux députés aux élections partielles de 2007, elle en fit élire cette fois-ci cinq (Gabriela Michetti, Esteban Bullrich, Paula Bertol, Jorge Alberto Triaca et Laura Alonso), arrivant première avec 31,09 % des voix. Pour les élections départementales de Buenos Aires, également tenues en juin 2009, PRO obtint onze députés à l'Assemblée départementale, avec 31,22 % des voix, moins toutefois qu'en 2007 (44,3 % et 15 députés départementaux).

## Province de Buenos Aires et échelle nationale
En revanche, PRO s'allia avec des secteurs péronistes dissidents, de droite, dans la province de Buenos Aires, formant la coalition Unión - Pro avec l'entrepreneur Francisco De Narváez, du groupe Unión Celeste y Blanco, et l'ex-gouverneur Felipe Sola. Celle-ci devança le Front pour la victoire (péroniste officiel, centre-gauche) en faisant élire 13 députés fédéraux (34,58 % des voix).
Début 2010, Diego Guelar, secrétaire des relations internationales de PRO, s'est prononcé en faveur de l'octroi d'une amnistie pour les militaires et policiers accusés de crimes commis lors de la dictature militaire (1976-1983), suscitant des oppositions y compris de la coalition elle-même (de la part du vice-président du parti José Torello ou du secrétaire général de PRO, Jorge Macri) . 

## Accusations de corruption
La députée Gladys González, dénoncée par un autre responsable du PRO, aurait instigué des nominations de fonctionnaires sur les salaires desquels elle retenait 10 % pour sa formation politique. 